# Noxon
Noxon és una concentració de població designada pel cens dels Estats Units a l'estat de Montana. Segons el cens del 2000 tenia 230 habitants.

## Demografia
Segons el cens del 2000, Noxon tenia 230 habitants, 104 habitatges, i 66 famílies. La densitat de població era de 70,5 habitants per km².
Dels 104 habitatges en un 25% hi vivien nens de menys de 18 anys, en un 54,8% hi vivien parelles casades, en un 5,8% dones solteres, i en un 35,6% no eren unitats familiars. En el 32,7% dels habitatges hi vivien persones soles el 12,5% de les quals corresponia a persones de 65 anys o més que vivien soles. El nombre mitjà de persones vivint en cada habitatge era de 2,21 i el nombre mitjà de persones que vivien en cada família era de 2,82.
Per edats la població es repartia de la següent manera: un 23,5% tenia menys de 18 anys, un 3,5% entre 18 i 24, un 22,6% entre 25 i 44, un 37% de 45 a 60 i un 13,5% 65 anys o més.
L'edat mediana era de 46 anys. Per cada 100 dones de 18 o més anys hi havia 89,2 homes.
La renda mediana per habitatge era de 30.583 $ i la renda mediana per família de 35.156 $. Els homes tenien una renda mediana de 36.250 $ mentre que les dones 21.000 $. La renda per capita de la població era de 14.350 $. Aproximadament el 10,1% de les famílies i el 14,7% de la població estaven per davall del llindar de pobresa.

## Poblacions més properes
El següent diagrama mostra les poblacions més properes.